# 朝日音羽
朝日 音羽（あさひ おとは、2004年〈平成16年〉12月27日 - ）は、日本の女優、タレント。
鹿児島県出身、ABEMAの高校生による青春恋愛リアリティーショー「今日、好きになりました。-小夏編-」（2022年）出演をきっかけに芸能界デビューを果たす。
2025年7月、芸名を田口音羽（たぐち おとは）から現在の芸名に変更。

## 出演

### 映画
- ミンナのウタ（2023年） - さなのクラスメイト 役[2]
- 夢叶えるプロジェクト（2023年） - 姫野摩耶 役[3]
- シンデレラガール（2023年）[4]
- 私の卒業-第5期-こころのふた 雪ふるまちで - 来栖明子 役[5]
- あのコはだぁれ? - 三浦唯 役[6]

### テレビドラマ
- 民宿の隠し味 7·8話(2023年 CBCテレビ) - 五十嵐伊織役[7]
- ベイビーわるきゅーれ エブリデイ! 11話(2023年 テレビ東京) - 徳美役[8]
- インフォーマ 6話(AbemaTV)

### バラエティ番組
- 今日、好きになりました。 小夏編(2022年 AbemaTV)

### 配信ドラマ
- 夢叶えるプロジェクト スピンオフ『摩耶＆彩香編－青春の一頁』 - 姫野摩耶役[9]
- ロゼット洗顔パスタ オリジナルショートムービー(2024年) - 遥役
- TikTokショートドラマ ごっこ倶楽部「18Ears old」(2024年)
- 私の卒業スピンオフ「たからもの」(2024年 YouTube) - 来栖明子役[10]
- 恋するシャンプーガール(2024年 popcorn) - アオイ役[11]

### 広告
- overprint(2022年)
- 日本橋丸上(2022年)
- NEOKIMONO(2023年)
- Avail(2023年)
- WEGOTikTok部(2024年)
- Api(2024年)
- overprint(2024年)
- ヤングガンガンNo. 23「讐演のアルアビュールプロモーションムービー」(2024年)
- ポコチャWeb広告(2024年)
- しゃぶ葉Web広告(2024年)

### 雑誌
- LARME 055(2022年)
- B.L.T(2022年)
- LARME 056(2023年)
- LARME 057(2023年)
- ヤングガンガンNo.23 讐演のアルアビュールコラボグラビア(2024年)

### ラジオ
- 流れ星☆のそんでもやるんやさ(2023年)

### MV
- まつり「なんとなくね」(2023年)
- BiTE A SHOCK「カノープス」(2023年)
- 我生「エンディング」(2024年)
- おとなりアイニー「君の春にしておくれよ」(2024年)
- Fish and Lips「シンデレララブストーリー」(2024年)
- post public「十月、君想う」(2024年)
- 手がクリームパン「andl ... 」(2024年)
- Lucie,Too「Day dreaming」(2025年)

### イベント
- 関西コレクション(2022年)
- TGCteen Osaka(2022年)
- TGCteen Tokyo(2022年)
- 今日、好きになりました。青春祭(2023年)
- 超十代2023(2023年)
- TGCteenICHINOSEKI(2023年)
- 超十代2024(2024年)